# Wang Jiao
Pour les articles homonymes, voir Wang (patronyme).
Dans ce nom chinois, le nom de famille, Wang, précède le nom personnel.
Wang Jiao est une lutteuse chinoise née le 4 janvier 1988 à Shenyang.

## Palmarès

### Jeux olympiques
- Médaille d'or en lutte féminine dans la catégorie des moins de 72 kg en 2008 à Pékin

### Championnats d'Asie
- Médaille d'or en lutte féminine dans la catégorie des moins de 72 kg en 2005 à Wuhan
- Médaille d'argent en lutte féminine dans la catégorie des moins de 72 kg en 2011 à Tachkent